# لوجيمو
لوجيمو هي بلدة فرنسية تقع جنوب باريس،تبعد عن مركز مدينة باريس حوالي 18.2 كم.